# James Matthews (kierowca)
James Matthews (ur. 21 sierpnia 1975) – brytyjski kierowca wyścigowy.

## Kariera
Matthews rozpoczął karierę w międzynarodowych wyścigach samochodowych w 1993 roku od startów w Europejskim Pucharze Formuły Renault oraz w Brytyjskiej Formule Renault. W edycji brytyjskiej został wicemistrzem, a w edycji europejskiej był piąty. Rok później świętował tytuł mistrzowski w obu seriach. W późniejszych latach Brytyjczyk pojawiał się także w stawce Brytyjskiej Formuły 3, Masters of Formula 3, Skip Barber Formula Dodge Southern Race Series oraz 24-godzinnego wyścigu Le Mans.

## Życie prywatne
W lipcu 2016 zaręczył się z Pippą Middleton, młodszą siostrą księżnej Kate. Para wzięła ślub 20 maja 2017 w St. Mark’s Church w Englefield, miejscowości oddalonej kilkanaście kilometrów od rodzinnego domu Middleton, w hrabstwie Berkshire.
W czerwcu 2018 para ogłosiła, że spodziewają się dziecka. 15 października 2018 w szpitalu św. Marii w Londynie urodził się ich syn – Arthur Michael William.